# Wilfried Siebe
Wilfried Siebe (* 29. Dezember 1946 in Preußisch Oldendorf) ist ein deutscher Ökonom. Er war von 1994 bis 2012 Professor für Mikroökonomie an der Universität Rostock.

## Leben
Wilfried Siebe studierte nach dem Abitur von 1966 bis 1973 Mathematik (Diplom) an der Westfälischen Wilhelms-Universität in Münster. Im Anschluss war er Referendar am Studienseminar Paderborn und legte 1975 seine Zweite Staatsprüfung für das höhere Lehramt ab. Von 1975 bis 1981 war er wissenschaftlicher Mitarbeiter in Mathematik; 1980 wurde er am Institut für Mathematische Statistik mit der Dissertation Vererbbarkeitsuntersuchungen bei Inhalten und Massen zum Dr. rer. nat. promoviert.
Von 1982 bis 1987 war er wissenschaftlicher Assistent am Institut für mathematische Wirtschaftsforschung der Universität Bielefeld und an der wirtschaftstheoretischen Abteilung der Universität Bonn. Er habilitierte sich 1991 mit der Schrift General Equilibrium with a Continuum of Oligopolies in Volkswirtschaftslehre an der Rechts- und Staatswissenschaftlichen Fakultät der Rheinisch Friedrich-Wilhelms-Universität Bonn. Von 1992 bis 1994 war er Research Fellow am Center for Operations Research and Econometrics (CORE) der Université catholique de Louvain (Belgien).
Im Jahr 1994 wurde er Ordinarius für Mikroökonomie an der Wirtschafts- und Sozialwissenschaftliche Fakultät der Universität Rostock; 2012 wurde er emeritiert. Seine Forschungsschwerpunkte waren Strategic Finance und Behavioral Risk.

## Schriften (Auswahl)
- mit Volker Bieta: Spieltheorie für Führungskräfte. Was Manager vom Militär über Strategie lernen können. Ueberreuter, Wien [u. a.] 1998, ISBN 3-7064-0409-5.
- hrsg. von Albert A. Stahel: Konflikte und Kriege. Simulationstechnik und Spieltheorie. vdf, Zürich 1999, ISBN 3-7281-2631-4.
- mit Volker Bieta, Hellmuth Milde, Johannes Kirchhoff: Risikomanagement und Spieltheorie. Wie Global Player mit Risiken umgehen müssen. Galileo Business, Bonn 2002, ISBN 978-3-89842-285-7.
- mit Volker Bieta, Hellmuth Milde, Johannes Kirchhoff: Szenarienplanung im Risikomanagement. Mit der Spieltheorie die Risiken der Zukunft erfolgreich steuern. Wiley, Weinheim 2004, ISBN 3-527-50077-4.